# Sablier du Millénium
Millénium (également appelé Sablier du Millénium ou Sablier de l'an 2000) est un monument situé dans le Domaine de Penthes, sur la commune de Pregny-Chambésy, dans le canton de Genève, en Suisse. Il s'agit du plus grand sablier d'Europe,,.

## Histoire
Le sablier est commandé en 1999 par l'État de Genève pour commémorer le passage à l’an 2000. Conçu et réalisé entre septembre et décembre de la même année par l'architecte genevois Thomas Büchi, il est ensuite installé sur la plaine de Plainpalais, où il joue un rôle central lors des célébrations du nouveau millénaire.
Thomas Büchi raconte dans le TDG que « [Le sablier fut] fabriqué en trois mois avant le millénium, et ne peut être testé que 10 jours avant le réveillon et être monté que la veille sur la plaine de Plainpalais. Son sable colle : un souci résolu en urgence à coups de kilos de sel, débusqué dans les stations-service du canton. Peu avant minuit, le metteur en scène oublie de donner le signal au machiniste, qui renverse tout de même le sablier, avec 8 secondes de retard, face à une foule immense. ».

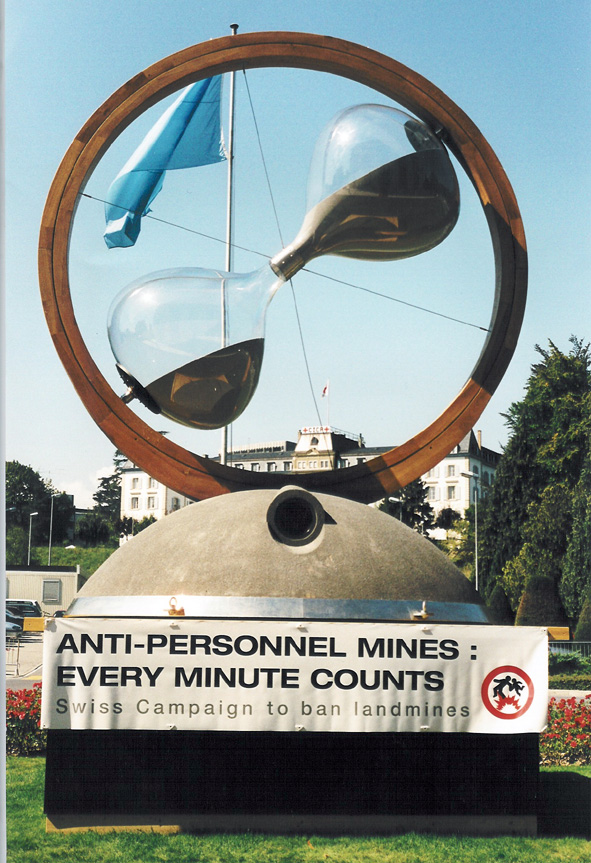
Le Sablier du Millénium exposé au Palais des Nations en 2000.

La même année, le sablier est utilisé lors de la convention sur l’interdiction des mines antipersonnel. Installé devant le Palais des Nations, il symbolise alors le drame des victimes en illustrant qu’un enfant est mutilé par ces armes à chaque tour de sablier, soit toutes les vingt minutes. Il est ensuite déplacé au centre commercial de Balexert avant d’être remisé, en 2003, dans un hangar des SIG.
Plusieurs projets de réutilisation du sablier sont envisagés, mais aucun n’aboutit.
Le 23 janvier 2015, le député UDC au Grand Conseil genevois Christo Ivanov dépose une motion auprès du Conseil d’État genevois, l’exhortant à trouver une solution pour faire « renaître » le sablier,,. Le 23 juillet, le Conseil d’État répond favorablement à cette demande et décide de remettre le sablier à la commune de Pregny-Chambésy, qui en avait fait la requête.
L’inauguration a lieu le 31 juillet 2015 sur la Place des Waldstätten, au Domaine de Penthes. À cette occasion, la commune lance les festivités marquant le bicentenaire de son rattachement au canton de Genève et à la Suisse.
En 2016, un cube en verre est construit afin de protéger le sablier des intempéries.
Le 7 mars 2020, à l’occasion de la quinzième édition du Festival du Film Vert, le sablier s’illumine de vert, à l’instar du Jet d’eau, et effectue un tour chaque heure pour symboliser l’urgence climatique.